# Mary Mahoney Award
Der Mary Mahoney Award ist eine alle zwei Jahre verliehene Auszeichnung, die an Pflegefachkräfte oder Gruppen von Pflegefachkräften verliehen wird, die zur Öffnung oder Weiterentwicklung von Möglichkeiten für ethnische Minderheiten in der Pflege beigetragen haben. Die Nominierten müssen darüber hinaus einen entscheidenden Beitrag zur allgemeinen Pflege geleistet haben; ihre Erfolge zur Förderung von Integration, Wahrnehmung  und Weiterentwicklung der Minderheiten in der Pflege muss dauerhaft und nachweisbar sein.
Die dazugehörige Mary Mahoney Medal ist eine goldene Medaille mit einem eingefassten Diamanten.

## Entstehung
Die Auszeichnung wurde 1936 von der National Association of Colored Graduate Nurses (NACGN, dt. Nationale Vereinigung farbiger graduierter Krankenschwestern) gestiftet. Damit soll an die Leistungen von Mary Eliza Mahoney (1845–1926) erinnert werden, die als erste examinierte afroamerikanische Krankenschwester der Vereinigten Staaten von Amerika den Weg für viele andere bereitete. 1951 ging die Organisation NACGN in der American Nurses Association (ANA) auf, diese übernahm dabei die Auszeichnung und verleiht sie seither.

## Liste der Ausgezeichneten
- 1938 Carrie E. Bullock[3]
- 1945 Susan Freeman[4] erste afroamerikanische Schwester im U.S. Army Nurse Corps
- 1946 Estelle Massey Osborne[5]
- 1961 Mabel Keaton Staupers[1]
- 1968 Helen Sullivan Miller[1] Autorin und erste afroamerikanische Leiterin einer Pflegebezirksorganisation
- 1978 Mary Harper[6]
- 1982 Lillian Holland Harvey[7]
- 1986 Mary F. Malone und Elnora D. Daniel[8]
- 1996 Bernice Finley Morton und Barbara L. Nichols[1] erste afroamerikanische Präsidentin der ANA
- 1998 Catherine Alicia Georges[1]
- 2002 Jean Rochelle Marshall[1]
- 2004 Harriet L. Brathwaite[1] Pionierin in der psychiatrischen Pflege
- 2010 May Wykle[9] Pflegeforscherin
- 2012 Gaurdia E. Banister[10]
- 2016 Karen Bankston[11]
- 2018 Jacquelyn Taylor[12]